# Новоказанкуватська сільська рада
| Новоказанкуватська сільська рада — орган місцевого самоврядування у Чернігівському районі Запорізької області з адміністративним центром у с. Новоказанкувате. Дата утворення: 1924 рік. По території, підпорядкованій даній сільській раді, протікає ріка Каїнкулак. Сільській раді підпорядковані населені пункти: - с. Новоказанкувате - с. Крижчене - с. Петропавлівка |

### Колишні населені пункти
- х. Григорівський
- с. Зелений луг
- с. Новосеменівка
- х. Павлівський

## Склад ради
Рада складається з 12 депутатів та голови. Партійний склад: Самовисування — 10, Наш край — 1, ВО «Батьківщина» — 1.

### Керівний склад ради
| ПІБ                           | Основні відомості                                                 | Дата обрання | Дата звільнення |
| ----------------------------- | ----------------------------------------------------------------- | ------------ | --------------- |
| Скидан Анатолій Васильович    | Сільський голова, 1957 року народження, освіта, безпартійний      | 26.03.2006   | 31.10.2010      |
| Скидан Анатолій Васильович    | Сільський голова, 1957 року народження, освіта вища, безпартійний | 31.10.2010   | 25.10.2015      |
| Алмакаєв Василь Станіславович | Сільський голова, 1970 року народження, освіта середня спеціальна | 25.10.2015   |                 |

Примітка: таблиця складена за даними джерела